# Higuères-Souye
Higuères-Souye ist eine französische Gemeinde mit 276 Einwohnern (Stand 1. Januar 2022) im Département Pyrénées-Atlantiques in der Region Nouvelle-Aquitaine (vor 2016: Aquitanien). Die Gemeinde gehört zum Arrondissement Pau und zum Kanton Pays de Morlaàs et du Montanérès (bis 2015: Kanton Morlaàs).
Der Name in der gascognischen Sprache lautet Higuèrs-Soja oder Higuèras-Soja.

## Geographie
Higuères-Souye liegt ca. 20 km nordöstlich von Pau in der historischen Provinz Béarn.
Umgeben wird der Ort von den Nachbargemeinden:
|           | Barinque                                    | Riupeyrous             |
| Bernadets | Kompassrose, die auf Nachbargemeinden zeigt | Saint-Laurent-Bretagne |
|           | Saint-Jammes                                | Gabaston               |

Higuères-Souye liegt im Einzugsgebiet des Flusses Adour. Ein Nebenfluss des Luy de France, die Souye, bewässert das Gemeindegebiet zusammen mit ihrem Nebenfluss, die Hadège.

## Geschichte
Die Gemeinde Higuères wurde zwischen 1021 und 1032 vom Herzog der Gascogne an die Benediktinerabtei von Saint-Pé-de-Bigorre geschenkt. In der Folgezeit war sie bis zum Ende des 16. Jahrhunderts vom Baron von Saint-Castin abhängig. Die Grundherrschaft von Higuères wurde 1669 zugunsten von Pierre de Belzunce zum Baronat erhoben. Die Grundherrschaft von Souye gehörte der Familie Andoins im 16. Jahrhundert. 1592 wurde sie an die Familie Lamarque verkauft.
Am 27. Juni 1842 schlossen sich die bisherigen Gemeinden Higuères und Souye zur Gemeinde Higuères-Souye zusammen.
Im Juli 1944 fand in Higuères-Souye ein Feuerkampf zwischen französischen Résistancekämpfern und deutschen Besatzungstruppen statt, bei dem fünf Résistancekämpfer ums Leben kamen und elf weitere in der Folge erschossen wurden.
Toponyme und Erwähnungen von Higuères waren:
- Figueras (gegen 1030, Kopialbuch der Abtei von Saint-Pé-de-Bigorre),
- Figeres (1154, laut Pierre de Marcas Buch Histoire de Béarn),
- Figueres (1421, Urkunden der Vicomté von Béarn),
- Higueres (1750, Karte von Cassini),
- Higueres (1793, Notice Communale) und
- Higueres und Higuères (1801, Bulletin des lois).[5][6][7]

Toponyme und Erwähnungen von Souye waren:
- Soyge und Soya (1538 bzw. 1547, Manuskriptsammlung des 16. bis 18. Jahrhunderts),
- Souia (1645, Volkszählung von Morlaàs),
- Souge und Souie (1675 bzw. 1682, Manuskriptsammlung des 16. bis 18. Jahrhunderts),
- Souge (1750, Karte von Cassini),
- Souye (1793, Notice Communale) und
- Souye (1801, Bulletin des lois).[5][6][8]

### Einwohnerentwicklung
Nach Höchstständen der Einwohnerzahl von rund 430 Einwohnern in der Mitte des 19. Jahrhunderts und erneut in der zweiten Hälfte des 19. Jahrhunderts ist die Zahl bei kurzen Wachstumsphasen bis zu den 1960er Jahren auf unter 200 gesunken. Seitdem ist die Gemeinde wieder gewachsen.
| Jahr      | 1962 | 1968 | 1975 | 1982 | 1990 | 1999 | 2006 | 2009 | 2022 |
| --------- | ---- | ---- | ---- | ---- | ---- | ---- | ---- | ---- | ---- |
| Einwohner | 211  | 177  | 183  | 234  | 248  | 258  | 264  | 278  | 276  |

## Sehenswürdigkeiten

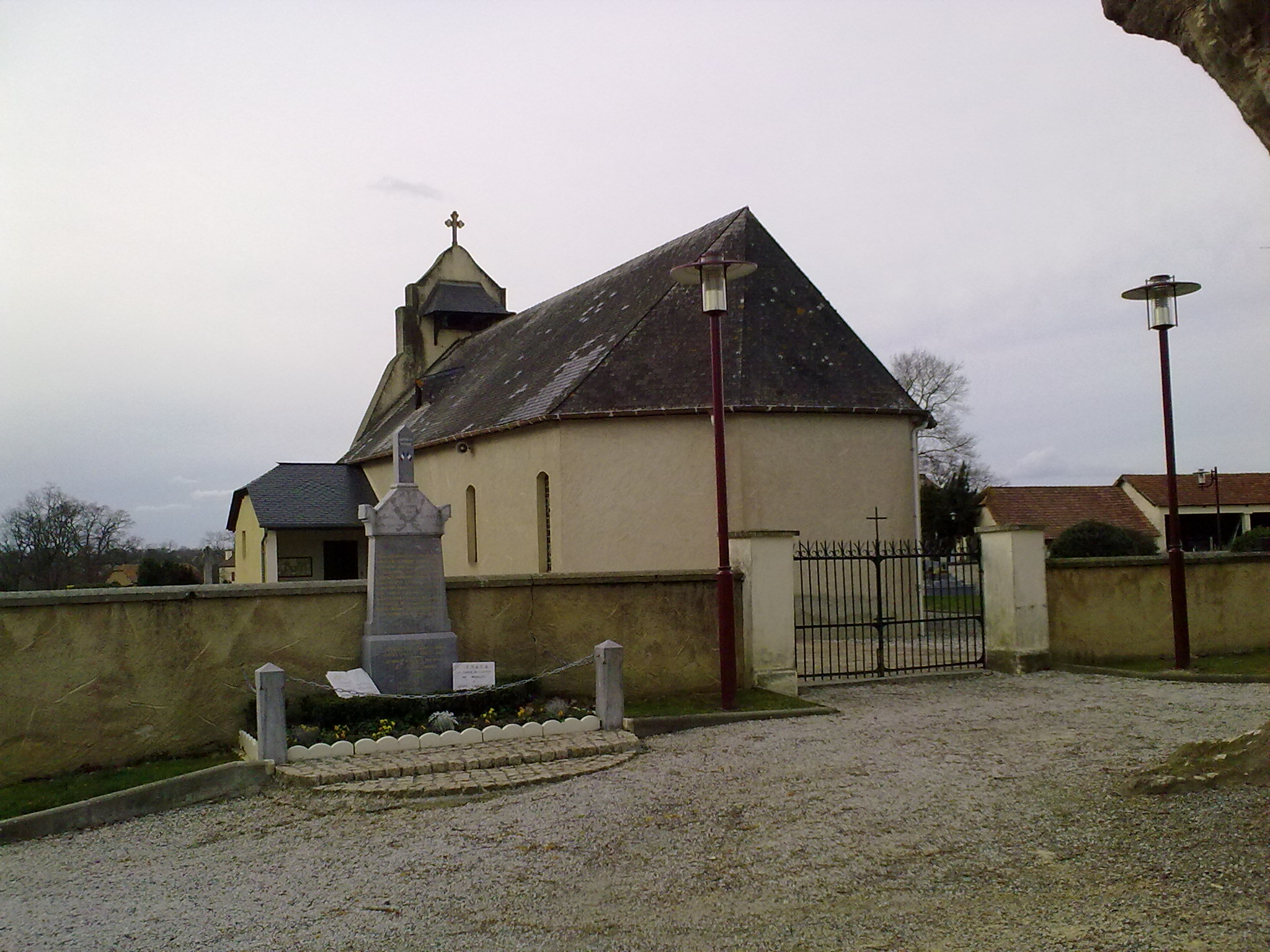
Pfarrkirche de l’Assomption-de-la-Bienheureuse-Vierge-Marie von Higuères-Souye

- Pfarrkirche in Higuères, gewidmet Mariä Himmelfahrt. Das Baudatum der Kirche ist unbekannt, jedoch lassen bestimmte bauliche Elemente darauf schließen, dass die Errichtung des ursprünglichen Baus aus dem 13. Jahrhundert datiert. Die in den Hugenottenkriegen beschädigte Kirche wurde im 19. Jahrhundert umgebaut und restauriert, wie die Jahreszahl „1821“ auf dem Sturz über dem Eingang bestätigt. Im Innern befindet sich der Grabstein von Marie d’Abadie, datiert aus dem Jahre 1768, deren Familie zahlreiche Grundherrschaften im Béarn des Ancien Régimes besaß. Er ist aus weißem Marmor mit einem Wappen und zeigt einen eingravierten Grabspruch. Aus dem 13. Jahrhundert stammt das Weihwasserbecken aus grauem Marmor, das aus dem Konvent der Franziskaner aus Morlaàs stammt.[10][11]

- Kirche in Souye, gewidmet Mariä Geburt. In der Zeit vor der Französischen Revolution gab es in der ehemaligen Gemeinde Souye keine Kirche. Die Gläubigen mussten an den Sonntagen zur Kirche nach Higuères gehen, was insbesondere im Winter zuweilen beschwerlich war. Gegen Ende des 18. Jahrhunderts wurde schließlich eine Kapelle gebaut, die von 1900 bis 1902 nach Plänen der Architekten Gabarret und Noutary umgestaltet wurde. Das einschiffige Langhaus ist mit einer halbrunden Apsis abgeschlossen und besitzt einen treppenförmigen Glockengiebel.[12]

- Schloss Haudebat. Es ist vermutlich gegen Ende des 18. Jahrhunderts im Auftrag der Familie Guiroye, Grundherren von Higuères seit 1762, an der Stelle des Wohnsitzes der früheren Grundherren erbaut worden, das 1679 von Pierre de Belzunce erwähnt wurde und in der Karte von Cassini eingezeichnet ist. Der hochliegende Dachstuhl der heute noch vorhandenen Scheune belegt das Alter des ersten Gebäudes.[13]

## Wirtschaft und Infrastruktur
Landwirtschaft und Dienstleistungen sind die wichtigsten Wirtschaftsfaktoren der Gemeinde.

### Sport und Freizeit
Auf dem Gemeindegebiet werden zwei Rundwanderwege mit moderaten Schwierigkeitsgraden angeboten. Der Wanderweg „Du Luy et de la Souye“ hat eine Streckenlänge von 13,38 km, der Rundweg „Higuères-Souye“ eine Länge von 8,19 km.

### Verkehr
Higuères-Souye wird durchquert von den Routes départementales 43 und 222.